# Суперкубок Оману з футболу 2011
Суперкубок Оману з футболу 2011  — 11-й розіграш турніру. Матч відбувся 15 вересня 2011 року між чемпіоном Оману клубом Ес-Сувайк та володарем кубка Оману клубом Аль-Оруба.
| Володар Суперкубка Оману 2011 |
| ----------------------------- |
|                               |
| Аль-Оруба П'ятий титул        |

## Матч

### Деталі
| 15 вересня 2011 18:15 (EEST) |

| Ес-Сувайк | 0:3 | Аль-Оруба                       |
| --------- | --- | ------------------------------- |
|           |     | Аль-Мухаїні 14' Ларсон 43', 84' |

| Султан Кабус, Маскат |